# Rapport Slattery
Le rapport Slattery, intitulé officiellement The Problem of Alaskan Development (« Le problème du développement de l'Alaska ») et parfois nommé projet Ickes pour l'Alaska, est un document produit en 1939 par le secrétariat d'État à l'Intérieur américain, dirigé par Harold LeClair Ickes. Il porte le nom du sous-secrétaire à l'Intérieur, Harry Slattery (en).
Ce texte, qui préconise le développement du territoire de l'Alaska par l'immigration, prévoit notamment d'accueillir des réfugiés européens, en particulier des Juifs originaires de l'Allemagne nazie et de l'Autriche annexée par le Troisième Reich. Le projet est formulé pour la première fois par Ickes en novembre 1938, deux semaines après la nuit de Cristal.

## Histoire

Harold L. Ickes en 1939.

En novembre 1938, le secrétaire à l'Intérieur des États-Unis Harold L. Ickes suggère d'utiliser l'Alaska comme terre d'accueil pour les réfugiés juifs d'Allemagne et des autres pays d'Europe où les Juifs sont soumis à l'oppression. Cette initiative permettrait de contourner la loi sur les quotas d'immigration, car l'Alaska est à cette époque un territoire et non pas un État américain. Pendant l'été 1939, Ickes se rend sur place pour rencontrer des responsables afin de discuter des améliorations de l'économie locale et du renforcement de la sécurité dans ce territoire considéré comme vulnérable aux attaques japonaises. Ickes estime que l'arrivée des Juifs d'Europe pourrait être une solution,. Quatre endroits seraient concernés, dont l'île Baranof et la vallée de Matanuska. Ickes souligne que 200 familles du Dust Bowl se sont déjà installées dans cette vallée. 
Le projet de loi est présenté par le sénateur William King (Utah) et le député Franck Havenner (en) (Californie), deux démocrates. La proposition est approuvée par le théologien Paul Tillich, le Conseil fédéral des Églises et l'American Friends Service Committee.
Cependant, le rapport Slattery n'obtient que peu de soutien de la part des Juifs américains, à l'exception des sionistes travaillistes. La plupart d'entre eux considèrent, comme le rabbin Stephen Wise, président du Congrès juif américain, que cette proposition risque de donner la « mauvaise et pernicieuse impression... que les Juifs sont en train de prendre une partie du pays pour la coloniser ». Un coup décisif est porté au projet quand Roosevelt annonce à Ickes qu'il veut maintenir la limitation du nombre de réfugiés à 10 000 par an pendant cinq ans, et que les Juifs ne doivent pas représenter plus de 10 % de ces réfugiés. Roosevelt s'abstient de mentionner publiquement le projet, et, sans son soutien, celui-ci meurt de lui-même.

## Postérité littéraire
L'histoire du rapport Slattery a inspiré à Michael Chabon le roman policier et uchronique intitulé Le Club des policiers yiddish (2007), traduit en français en 2009 et lauréat de plusieurs prix, dont le prix Hugo du meilleur roman 2008.